# Courtagnon
Courtagnon est une commune française située dans le département de la Marne, en région Grand Est.

## Géographie

### Localisation
Courtagnon se trouve à l'ouest du département de la Marne, en région Grand Est. La commune appartient à la région agricole du Tardenois.
La commune de Courtagnon s'étend sur une superficie de 395 hectares, au sein de la Montagne de Reims et de son parc naturel régional. Sur son territoire, l'altitude varie de 156 à 263 mètres. Courtagnon se trouve dans la vallée de l'Ardre, qui s'écoule depuis Sermiers à l'est vers Pourcy à l'ouest. De part et d'autre de la vallée, l'altitude dépasse 200 m : 202 m au Gros Accot au sud et plus de 260 m à Grosmont au nord. C'est sur les coteaux de Grosmont que se trouvent le vignoble de Courtagnon.
Par la route, Courtagnon se situe à 56 km de Châlons-en-Champagne, préfecture du département, à 21 km de Reims, sous-préfecture, et à 30 km de Fismes, bureau centralisateur du canton de Fismes-Montagne de Reims dont dépend Courtagnon depuis 2015. La commune fait en outre partie du bassin de vie  d'Épernay, commune distante de 17 km par la route.
Courtagnon est limitrophe de 3 communes :
|                   | Chamery    |          |
| Nanteuil-la-Forêt | Courtagnon | Sermiers |
|                   |            |          |

### Hydrographie

#### Réseau hydrographique
La commune est dans la région hydrographique « la Seine du confluent de l'Oise (inclus) à l'embouchure » au sein du bassin Seine-Normandie. Elle est drainée par l'Ardre, la noue des Crapauds et le cours d'eau 01 du Moulin de la Presle,.
L'Ardre, d'une longueur de 39 km, prend sa source dans la commune de Saint-Imoges et se jette dans la Vesle à Fismes, après avoir traversé 18 communes.

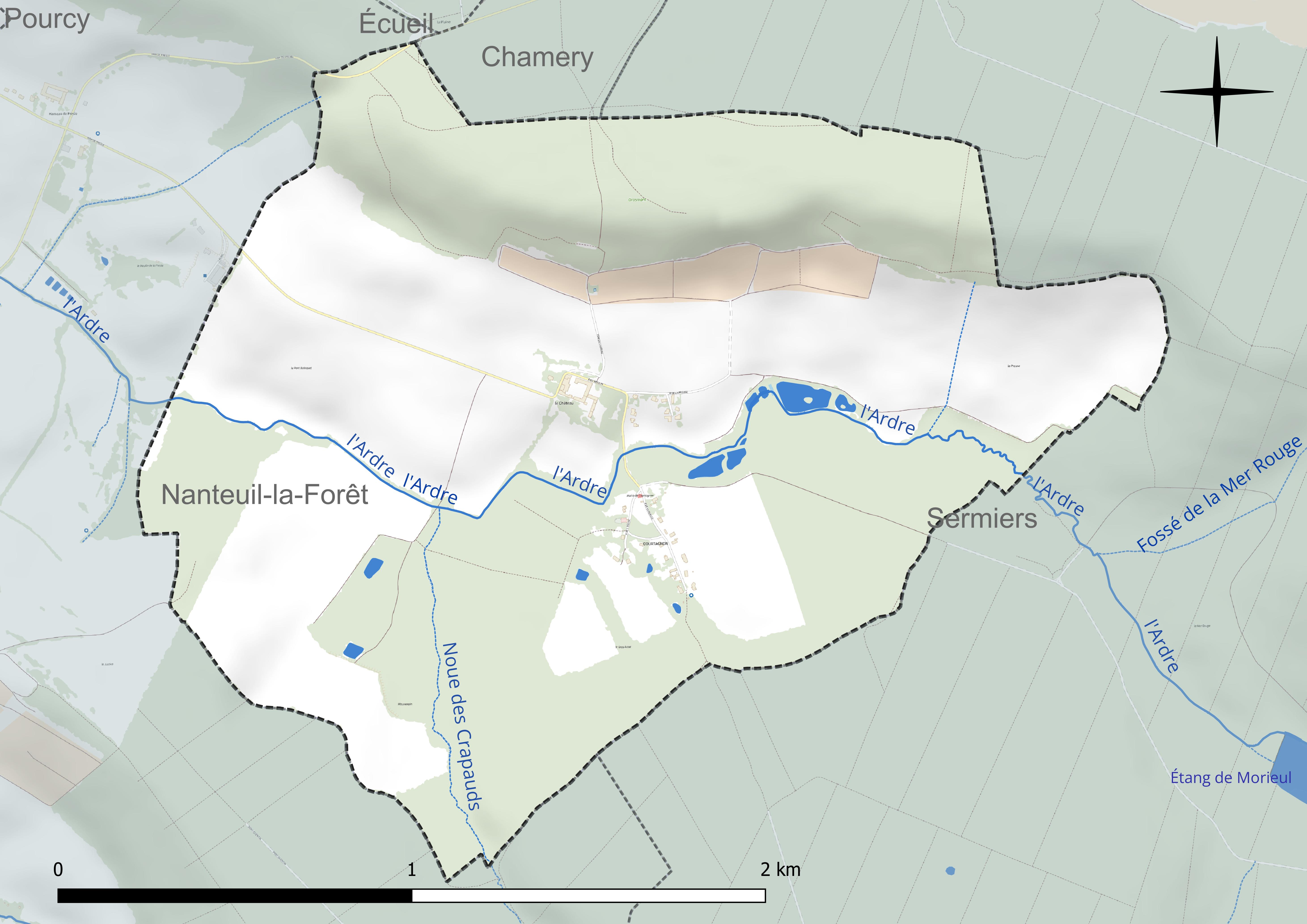
Réseau hydrographique de Courtagnon.

#### Gestion et qualité des eaux
Le territoire communal est couvert par le schéma d'aménagement et de gestion des eaux (SAGE) « Aisne Vesle Suippe ». Ce document de planification, dont le territoire s’étend sur 3 096 km2 répartis sur trois départements (Aisne, Marne et Ardennes) et deux régions (Champagne-Ardenne et Picardie), a été approuvé le 16 décembre 2013. La structure porteuse de l'élaboration et de la mise en œuvre est le Syndicat d’aménagement des bassins Aisne Vesle Suippe (SIABAVES).
La qualité des cours d’eau peut être consultée sur un site dédié géré par les agences de l’eau et l’Agence française pour la biodiversité.

### Climat
Pour des articles plus généraux, voir Climat du Grand Est et Climat de la Marne.
En 2010, le climat de la commune est de type climat océanique dégradé des plaines du Centre et du Nord, selon une étude du Centre national de la recherche scientifique s'appuyant sur une série de données couvrant la période 1971-2000. En 2020, Météo-France publie une typologie des climats de la France métropolitaine dans laquelle la commune est exposée à un climat océanique altéré et est dans la région climatique Nord-est du bassin Parisien, caractérisée par un ensoleillement médiocre, une pluviométrie moyenne régulièrement répartie au cours de l’année et un hiver froid (3 °C).
Pour la période 1971-2000, la température annuelle moyenne est de 10,4 °C, avec une amplitude thermique annuelle de 15,7 °C. Le cumul annuel moyen de précipitations est de 800 mm, avec 12,6 jours de précipitations en janvier et 8 jours en juillet. Pour la période 1991-2020, la température moyenne annuelle observée sur la station météorologique de Météo-France la plus proche, « Chambrecy-Civc », sur la commune de Chambrecy à 10 km à vol d'oiseau, est de 10,7 °C et le cumul annuel moyen de précipitations est de 734,0 mm. 
La température maximale relevée sur cette station est de 40,3 °C, atteinte le 25 juillet 2019 ; la température minimale est de −22,1 °C, atteinte le 17 janvier 1985,,.
Les paramètres climatiques de la commune ont été estimés pour le milieu du siècle (2041-2070) selon différents scénarios d'émission de gaz à effet de serre à partir des nouvelles projections climatiques de référence DRIAS-2020. Ils sont consultables sur un site dédié publié par Météo-France en novembre 2022.

## Urbanisme

### Typologie
Au 1er janvier 2024, Courtagnon est catégorisée commune rurale à habitat dispersé, selon la nouvelle grille communale de densité à sept niveaux définie par l'Insee en 2022.
Elle est située hors unité urbaine. Par ailleurs la commune fait partie de l'aire d'attraction de Reims, dont elle est une commune de la couronne,. Cette aire, qui regroupe 294 communes, est catégorisée dans les aires de 200 000 à moins de 700 000 habitants,.

### Occupation des sols
L'occupation des sols de la commune, telle qu'elle ressort de la base de données européenne d’occupation biophysique des sols Corine Land Cover (CLC), est marquée par l'importance des territoires agricoles (52,3 % en 2018), en augmentation par rapport à 1990 (51,3 %). La répartition détaillée en 2018 est la suivante :
terres arables (51,2 %), forêts (47,7 %), prairies (1 %). L'évolution de l’occupation des sols de la commune et de ses infrastructures peut être observée sur les différentes représentations cartographiques du territoire : la carte de Cassini (XVIIIe siècle), la carte d'état-major (1820-1866) et les cartes ou photos aériennes de l'IGN pour la période actuelle (1950 à aujourd'hui).

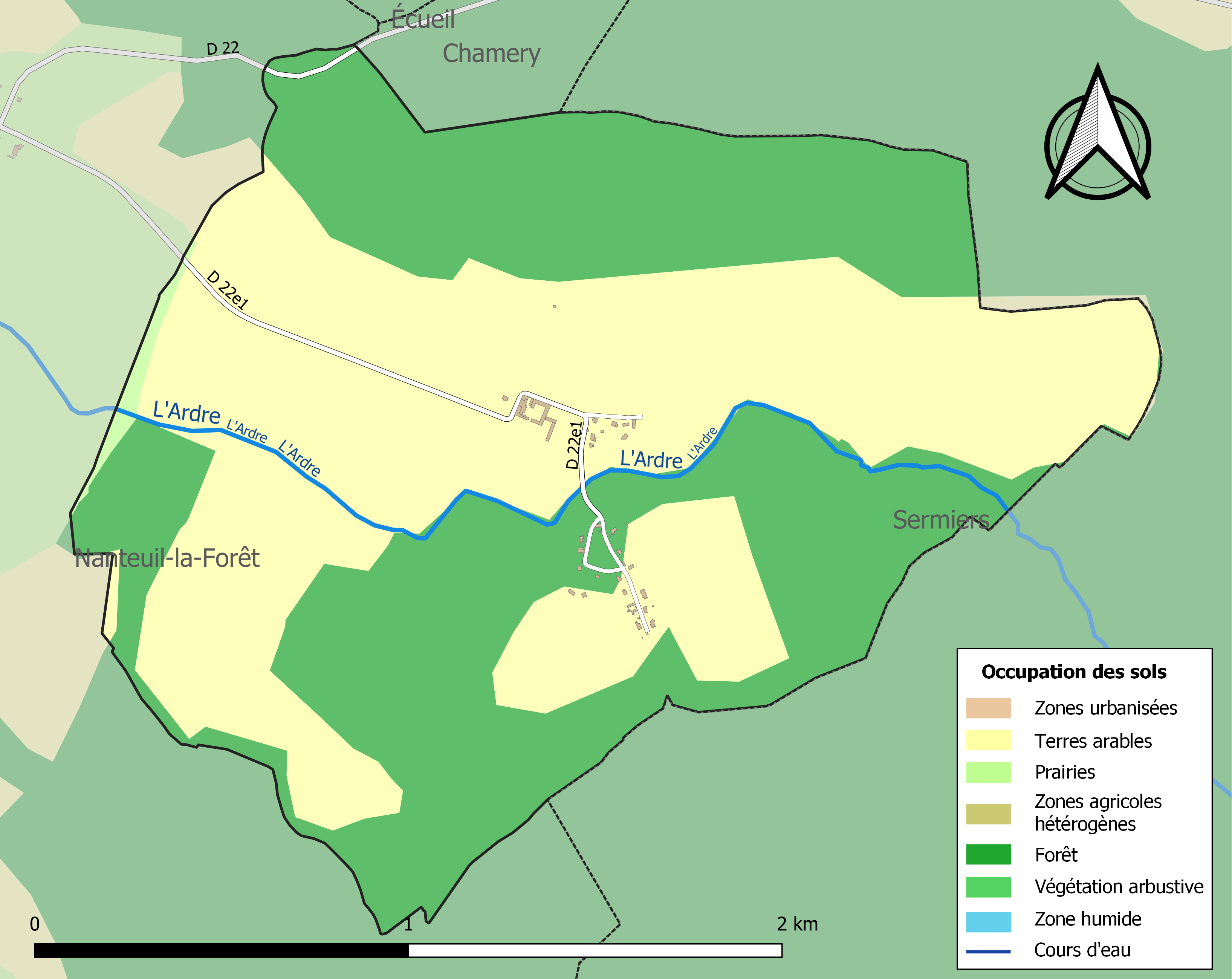
Carte des infrastructures et de l'occupation des sols de la commune en 2018 (CLC).

### Voies de communication et transports
C'est un cul-de-sac routier mais un départ de sentiers de randonnée.

## Toponymie
Au XIIIe siècle, Cortaignon apparait comme paroisse du diocèse de Reims et semble la contraction de cortem pour domaine et Haganus l'un des plus anciens propriétaires. On trouve les formes Courtaignon, Courtignon.
La commune est partagée, par les habitations du Château et du Village.

## Histoire
Un château était présent sur le territoire de la commune, ainsi qu'un moulin actuellement en ruine et une église convertie en conservatoire pour le parc régional naturel. Le village a souvent été classé de pauvre, son curé était non excedit qui relevait pour la présentation du commandeur du Temple de Reims.
La commune est décorée de la Croix de guerre 1914-1918 le 30 mai 1921.

## Politique et administration

### Intercommunalité
La commune, antérieurement membre de la Communauté de communes Ardre et Tardenois, est membre, depuis le 1er janvier 2014, de la Communauté de communes Champagne Vesle.

### Liste des maires
| Période                                  | Période                      | Identité         | Étiquette | Qualité                         |
| ---------------------------------------- | ---------------------------- | ---------------- | --------- | ------------------------------- |
| Les données manquantes sont à compléter. |                              |                  |           |                                 |
| avant 1874                               | après 1876                   | Gilbert          |           |                                 |
| 1989                                     | 2008                         | Jacques Lutun    |           |                                 |
| 2008                                     | En cours (au 4 juillet 2014) | Valérie Cordebar |           | Réélue pour le mandat 2014-2020 |

## Démographie
L'évolution du nombre d'habitants est connue à travers les recensements de la population effectués dans la commune depuis 1793. Pour les communes de moins de 10 000 habitants, une enquête de recensement portant sur toute la population est réalisée tous les cinq ans, les populations de référence des années intermédiaires étant quant à elles estimées par interpolation ou extrapolation. Pour la commune, le premier recensement exhaustif entrant dans le cadre du nouveau dispositif a été réalisé en 2005.

En 2022, la commune comptait 74 habitants, en évolution de +15,63 % par rapport à 2016 (Marne : −1,19 %, France hors Mayotte : +2,11 %).
| 1793 | 1800 | 1806 | 1821 | 1831 | 1836 | 1841 | 1846 | 1851 |
| ---- | ---- | ---- | ---- | ---- | ---- | ---- | ---- | ---- |
| 136  | 114  | 87   | 76   | 72   | 79   | 74   | 73   | 65   |

| 1856 | 1861 | 1866 | 1872 | 1876 | 1881 | 1886 | 1891 | 1896 |
| ---- | ---- | ---- | ---- | ---- | ---- | ---- | ---- | ---- |
| 74   | 78   | 84   | 67   | 52   | 46   | 53   | 53   | 56   |

| 1901 | 1906 | 1911 | 1921 | 1926 | 1931 | 1936 | 1946 | 1954 |
| ---- | ---- | ---- | ---- | ---- | ---- | ---- | ---- | ---- |
| 32   | 34   | 53   | 42   | 40   | 39   | 32   | 39   | 19   |

| 1962 | 1968 | 1975 | 1982 | 1990 | 1999 | 2005 | 2006 | 2010 |
| ---- | ---- | ---- | ---- | ---- | ---- | ---- | ---- | ---- |
| 23   | 24   | 17   | 22   | 36   | 45   | 60   | 66   | 56   |

| 2015 | 2020 | 2022 | - | - | - | - | - | - |
| ---- | ---- | ---- | - | - | - | - | - | - |
| 63   | 71   | 74   | - | - | - | - | - | - |

## Économie
Courtagnon possède un vignoble d'environ 9 hectares en appellation Champagne, composé majoritairement de pinot meunier.

## Culture locale et patrimoine

### Lieux et monuments
Début 2017, la commune est « réputée sans clochers ».
Le parc naturel régional de la Montagne de Reims, des étangs.

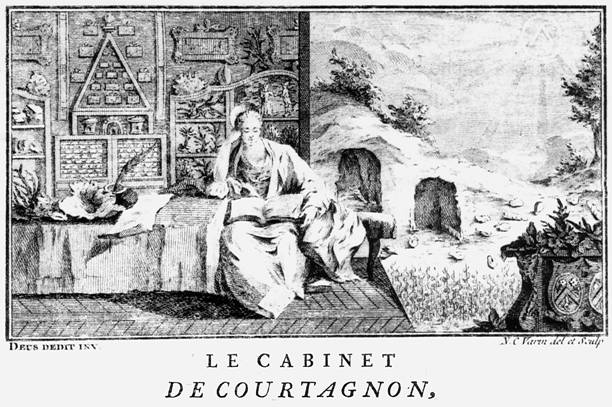
Le cabinet de Courtagnon.
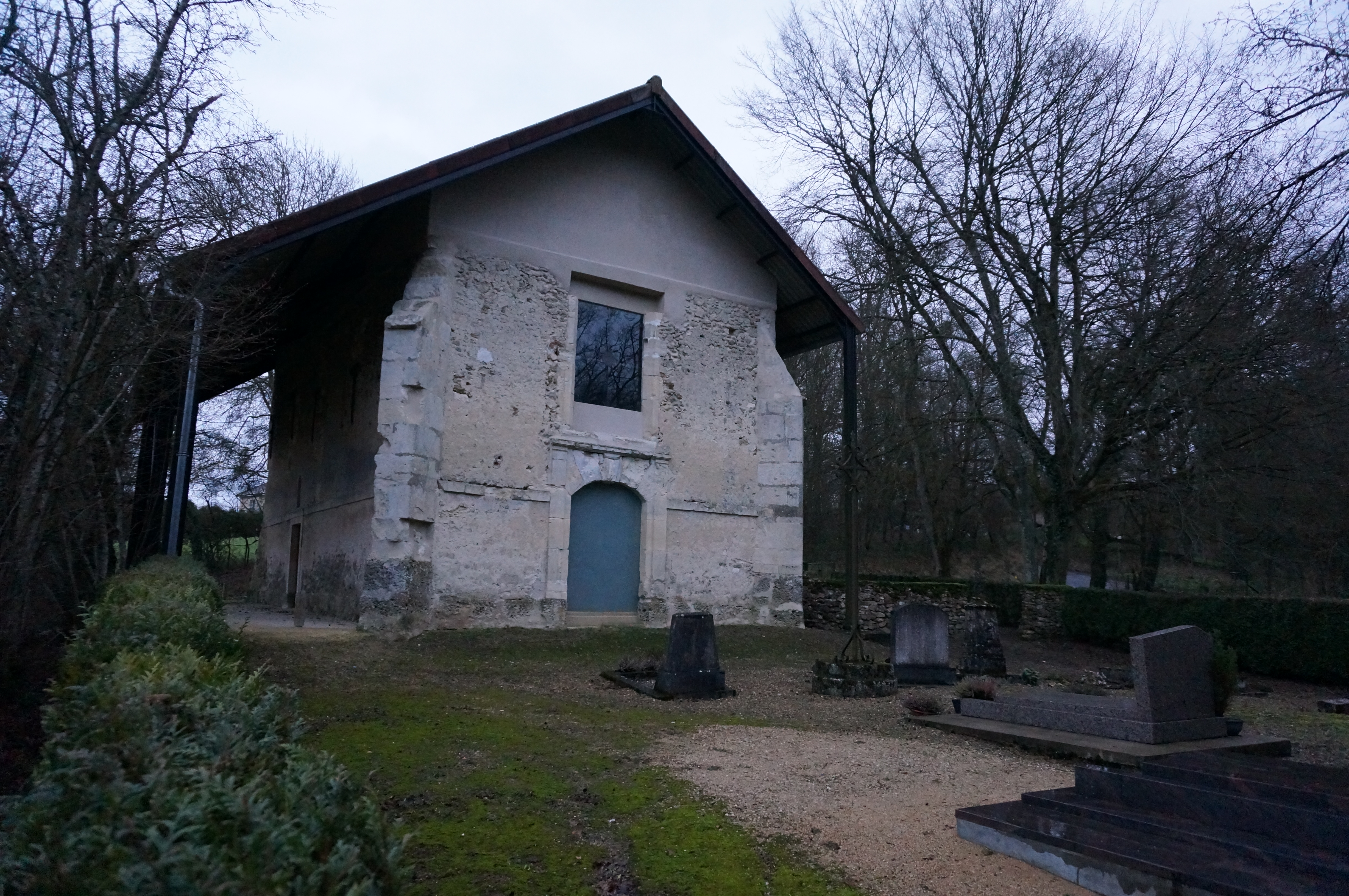
L'ancienne église Sainte-Croix de septembre et son cimetière.

### Personnalités liées à la commune
- Madame et monsieur Louis de Lagoille de Courtagnon, elle était une grande érudite des fossiles et Louis avocat au parlement achetait la charge de Grand maitre enquêteur des Eaux et forêts de Champagne et de Brie en 1725 et Maître de l'atelier des monnaies de Reims.